# ريتشارد إس. براون
ريتشارد إس. براون (بالإنجليزية: Richard S. Brown)‏ هو قاضي ومحامي أمريكي، ولد في 1946.